# Mala Peća
Mala Peća je naseljeno mjesto u gradu Bihaću, Federacija Bosne i Hercegovine, BiH.

## Stanovništvo

### 1991.
Nacionalni sastav stanovništva 1991. godine, bio je sljedeći:
ukupno: 498
- Muslimani - 484 (97,19%)
- Hrvati - 13 (2,61%)
- Srbi - 1 (0,20%)

### 2013.
Nacionalni sastav stanovništva 2013. godine, bio je sljedeći:
ukupno: 511
- Bošnjaci - 501 (98,04%)
- ostali, neopredijeljeni i nepoznato - 10 (1,96%)

## Poznate osobe
- Vejsil Keškić,  hrvatski politički emigrant i revolucionar

## Vanjske poveznice
- Satelitska snimka  Arhivirana inačica izvorne stranice od 28. rujna 2020. (Wayback Machine)